# Arktis.
Arktis. è il sesto album in studio da solista del musicista norvegese Ihsahn, pubblicato nel 2013 dalla Candlelight Records.

## Tracce
1. Disassembled – 5:02
2. Mass Darkness – 3:52
3. My Heart Is of the North – 4:43
4. South Winds – 5:34
5. In the Vaults – 4:09
6. Until I Too Dissolve – 5:24
7. Pressure – 6:04
8. Frail – 3:39
9. Crooked Red Line – 4:16
10. Celestial Violence – 5:24

## Formazione
- Ihsahn - voce, chitarra, basso, tastiere
- Tobias Ørnes Andersen - batteria